# 算盘子生小煤炱
算盘子生小煤炱（学名：Meliola glochidiicola）是属于小煤炱目小煤炱科小煤炱属的一种真菌，寄生在算盘子属植物上。该种分布于台湾、印度。